# Erdbeben von Granada 1884
Das Erdbeben von Granada 1884 (spanisch Terremoto de Granada), auch Erdbeben von Andalusien 1884 (spanisch Terremoto de Andalucía) genannt, war ein schweres Erdbeben in der spanischen Provinz Granada. Das Epizentrum lag südwestlich der südspanischen Stadt Granada in Arenas del Rey. Das Beben ereignete sich am ersten Weihnachtsfeiertag, den 25. Dezember 1884 um 21:08 Uhr und hatte eine Stärke von 6,5 Mw auf der Momenten-Magnituden-Skala. Er erschütterte 20 Sekunden lang den Südteil des Granadabeckens. Die Folge waren 900 Tote und über 1500 Verletzte.